# Purple (альбом)
| Оценки критиков      | Оценки критиков |
| Источник             | Оценка          |
| -------------------- | --------------- |
| AllMusic             | [ 5 ]           |
| Entertainment Weekly | B-              |
| Robert Christgau     | [ 7 ]           |
| Rolling Stone        | [ 8 ]           |
| Rock Hard (de)       | 9/10            |

Purple — второй студийный альбом американской рок-группы Stone Temple Pilots, выпущенный в июне 1994 года на лейбле Atlantic Records. Пластинка стала большим успехом для коллектива. Диск дебютировал на первой строчке чартов, в итоге разойдясь тиражом более шести миллионов копий. Многие композиции альбома стали классическими известными номерами в репертуаре Stone Temple Pilots — «Vasoline», «Lounge Fly», «Big Empty» и другие. Главным хитом альбома стала композиция «Interstate Love Song», по мнению критиков являющаяся одной из лучших песен 1990-х. Композиция продержалась на вершине чартов на протяжении 15 недель, сместив с первой строчки предыдущий сингл Stone Temple Pilots — «Vasoline».

## Список композиций
Все тексты песен написаны Скоттом Уайландом.
| №                   | Название                              | Музыка                                  | Длительность |
| ------------------- | ------------------------------------- | --------------------------------------- | ------------ |
| 1.                  | «Meatplow»                            | Роберт Делео, Дин Делео                 | 3:37         |
| 2.                  | «Vasoline»                            | Р. Делео, Д. Делео, Уайланд, Эрик Кретц | 2:56         |
| 3.                  | «Lounge Fly»                          | Р. Делео                                | 5:18         |
| 4.                  | «Interstate Love Song»                | Р. Делео                                | 3:14         |
| 5.                  | «Still Remains»                       | Р. Делео, Д. Делео                      | 3:33         |
| 6.                  | «Pretty Penny»                        | Д. Делео                                | 3:42         |
| 7.                  | «Silvergun Superman»                  | Р. Делео, Д. Делео                      | 5:16         |
| 8.                  | «Big Empty»                           | Д. Делео                                | 4:54         |
| 9.                  | «Unglued»                             | Р. Делео, Уайланд                       | 2:34         |
| 10.                 | «Army Ants»                           | Д. Делео                                | 3:46         |
| 11.                 | «Kitchenware & Candybars» (see below) | Р. Делео                                | 8:06         |
| Общая длительность: | Общая длительность:                   | Общая длительность:                     | 46:59        |

## Над альбомом работали
- Stone Temple Pilots — дизайн
- Dean DeLeo — электрогитара, акустическая гитара, перкуссия в треке 6, ударные в конце 7 трека.
- Robert DeLeo — бас-гитара, гитара в треках 2, 3, 6, 7, 11 и перкуссия в треке 6.
- Nick DiDia — инженер
- Clay Harper — ассистент инженера
- Eric Kretz — ударные, перкуссия
- Paul Leary — гитарное соло в конце «Lounge Fly»
- Brendan O’Brien — продюсирование, инжиниринг, микширование, меллотрон в «Army Ants»
- Scott Weiland — вокал, перкуссия в треке 6, гитара в треке 7
- Dale Sizer — иллюстрации
- Caram Costanzo — ассистент инженера
- John Heiden — дизайн

## Чарты

### Еженедельные чарты
| Чарт (1994)                      | Высшая позиция |
| -------------------------------- | -------------- |
| Австралия (ARIA)                 | 1              |
| Австрия (Ö3 Austria)             | 18             |
| Канада (RPM)                     | 2              |
| Нидерланды (Album Top 100)       | 32             |
| Германия (Offizielle Top 100)    | 15             |
| Новая Зеландия (RMNZ)            | 3              |
| Норвегия (VG-lista)              | 11             |
| Швеция (Sverigetopplistan)       | 6              |
| Швейцария (Schweizer Hitparade)  | 25             |
| Великобритания (UK Albums Chart) | 10             |
| США (Billboard 200)              | 1              |

### Чарты десятилетия
| Чарт (1990—1999) | Позиция |
| ---------------- | ------- |
| US Billboard 200 | 99      |

### Синглы
| Название               | Год  | Высшая позиция в чарте | Высшая позиция в чарте | Высшая позиция в чарте | Высшая позиция в чарте | Высшая позиция в чарте | Высшая позиция в чарте | Высшая позиция в чарте | Высшая позиция в чарте |
| Название               | Год  | US Air                 | US Alt.                | US Main. Rock          | AUS                    | CAN                    | NZ                     | UK                     |                        |
| ---------------------- | ---- | ---------------------- | ---------------------- | ---------------------- | ---------------------- | ---------------------- | ---------------------- | ---------------------- | ---------------------- |
| «Big Empty»            | 1994 | 50                     | 7                      | 3                      | 63                     | —                      | 47                     | —                      |                        |
| «Vasoline»             | 1994 | 38                     | 2                      | 1                      | 24                     | 21                     | 28                     | 48                     |                        |
| «Interstate Love Song» | 1994 | 18                     | 2                      | 1                      | 50                     | 20                     | 47                     | 53                     |                        |
| «Unglued»              | 1994 | —                      | 16                     | 8                      | —                      | 64                     | —                      | —                      |                        |
| «Pretty Penny»         | 1995 | —                      | —                      | 12                     | —                      | —                      | —                      | —                      |                        |